# 亮叶蚊母树
亮叶蚊母树（学名：Distylium myricoides var. nitidum）为金缕梅科蚊母树属下的一个变种。